# Сестра Дулсе
Сестра Дулсе (Ирман Дулсе; порт. Irmã Dulce), в миру Мария Рита де Соза Понтес (порт. Maria Rita de Souza Pontes; 26 мая 1914[…], Салвадор — 13 марта 1992[…], Салвадор) — бразильская монахиня-францисканка, основавшая «Благотворительный фонд сестры Дулсе» (порт. Obras Sociais Irmã Dulce; OSID), святая Римско-католической церкви. Её называют бразильской Матерью Терезой.

## Биография
Родилась в семье Аугусту Лопеса Понтеса и Дулсе Марии де Созы. В 18-летнем возрасте вступила в Конгрегацию сестёр-миссионерок Непорочного зачатия Богоматери (Третий орден францисканцев) и через год стала полноправной сестрой, взяв монашеское имя Дулсе в честь покойной матери. 

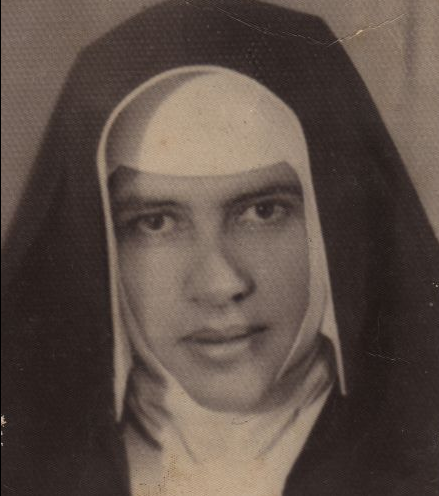
Сестра Дулсе в 1935 году

В 1930-х основала первое христианское рабочее движение в Баие — «Союз рабочих Святого Франциска» (с 1937 года Рабочий центр Баии), — а также начала благотворительную работу в бедных общинах Алагадоса и Итапажипи. Решив предоставить приют больным людям, которые приходили к ней за помощью, в 1939 году Понтес начала размещать их в заброшенных домах в районе «Ilha dos Ratos» (Крысиный остров) в Салвадоре. Затем она отправилась на поиски еды, лекарств и медицинской помощи. 
Когда её пациентов выселили, она поселила их на старом рыбном рынке, но мэрия отказала ей в использовании этого помещения. Столкнувшись с этой проблемой и уже заботясь о более чем 70 людях, она обратилась к настоятельнице своего монастыря и попросила у нее разрешения использовать местный птичий двор в качестве импровизированного общежития. 
В 1949 году начала заботиться о бедняках на птичьем дворе своего монастыря в Салвадоре, Баия. Это начинание со временем превратилось в больницу Санту-Антониу, куда ежедневно за бесплатной медицинской помощью приходят более трёх тысяч человек. Также основала CESA, школу для бедных в Симойнс-Филью, одном из самых бедных городов штата Баия.
В 1988 году президент Бразилии Жозе Сарней при поддержке королевы Швеции Сильвии номинировал сестру Дулсе на Нобелевскую премию мира за 50-летнюю благотворительную работу и основание одной из самых больших и уважаемых филантропических организаций в Бразилии. В конце 1980-х годов у неё начались проблемы с дыханием и она была помещена в больницу. Там её посетил папа Иоанн Павел II во время своего визита в Бразилию в 1990 году; это была вторая её личная аудиенция у папы после встречи в 1980 году.
Проведя в больницы 16 месяцев, сестра Дулсе скончалась 13 марта 1992 года в монастыре Санту-Антониу. При перезахоронении в 2010 года её тело было обнаружено нетленным.
В 2014 году о монахине бразильскими кинематографистами снят художественный фильм «Сестра Дулсе».

## Почитание
Папа Бенедикт XVI одобрил её беатификацию 10 декабря 2010 года, и 22 мая 2011 года сестра Дулсе была причислена к лику блаженных кардиналом Жералду Мажелой Агнелу на мессе в Бразилии. 13 октября 2019 года папа Франциск причислил её к лику святых.